# MIL-STD-810
MIL-STD-810, estàndard del mètode de prova del Departament de Defensa dels Estats Units, consideracions d'enginyeria ambiental i proves de laboratori, és una norma militar dels Estats Units que posa l'accent en l'adaptació del disseny ambiental i els límits de prova d'un equip a les condicions que experimentarà al llarg de la seva vida útil, i establint mètodes de prova de cambra que reprodueixin els efectes dels entorns sobre l'equip en lloc d'imitar els propis entorns. Tot i que està preparat específicament per a aplicacions militars nord-americanes, l'estàndard també s'aplica sovint a productes comercials.
Les orientacions i els mètodes de prova de la norma tenen com a finalitat:
- definir seqüències d'estrès ambiental, durades i nivells dels cicles de vida dels equips;
- s'utilitzarà per desenvolupar criteris d'anàlisi i assaig adaptats a l'equip i al seu cicle de vida ambiental;
- avaluar el rendiment de l'equip quan s'exposa a un cicle de vida d'estrès ambientals
- identificar deficiències, mancances i defectes en el disseny d'equips, materials, processos de fabricació, tècniques d'embalatge i mètodes de manteniment; i
- demostrar el compliment dels requisits contractuals.

La revisió del document a partir del 2019 és la MIL-STD-810H dels EUA. Substitueix la MIL-STD-810G, avís de canvi 1 que es va emetre el 2014.
MIL-STD-810 aborda una àmplia gamma de condicions ambientals que inclouen: baixa pressió per a proves d'altitud; exposició a altes i baixes temperatures més xoc de temperatura (tant en funcionament com en emmagatzematge); pluja (incloent el vent bufat i la pluja gelada); humitat, fongs, boira de sal per a proves d'òxid; exposició a la sorra i la pols; atmosfera explosiva; fuites; acceleració; xoc i xoc de transport; vibració dels trets; i vibració aleatòria. L'estàndard descriu processos d'enginyeria i gestió ambiental que poden ser d'un gran valor per generar confiança en la dignitat ambiental i la durabilitat global d'un disseny de sistema. L'estàndard conté la planificació del programa d'adquisició militar i la direcció d'enginyeria per considerar les influències que les tensions ambientals tenen sobre l'equip durant totes les fases de la seva vida útil. El document no imposa especificacions de disseny ni de prova. Més aviat, descriu el procés d'adaptació ambiental que dona lloc a dissenys de materials i mètodes de prova realistes basats en els requisits de rendiment del sistema de materials.